# Karl Kühn (Ingenieur)
Karl Otto Bernhard Kühn (* 1. Oktober 1894 in Gehofen; † 31. Dezember 1962 in Dresden) war ein deutscher Ingenieur und Hochschullehrer.

## Leben und Wirken
Er stammte aus der preußischen Provinz Sachsen und besuchte bis zum Abitur 1914 die Oberrealschule in Eisleben. Danach nahm er am Ersten Weltkrieg teil und studierte ab 1918 Elektrotechnik an der Technischen Hochschule Dresden (TH Dresden), wo er 1922 den Abschluss als Diplom-Ingenieur erlangte. Im Anschluss wurde er Sachbearbeiter bei der Direktion der Staatlichen Elektrizitätswerke in Dresden und 1930 Büroleiter beim Energieversorger Aktiengesellschaft Sächsische Werke (ASW). 1933 erfolgte seine Ernennung zum leitenden Oberingenieur. Als solcher übernahm er die technische und wirtschaftliche Leitung der Elektrizitätsversorgungsnetze in Sachsen. 1935 wurde er Vorsitzender des Vorstands der ASW.
Obwohl er nicht promoviert war, erfolgte 1936 seine Berufung zum Honorarprofessor für Elektrizitätsversorgung an der Technischen Hochschule Dresden. 1944 machte er sich als beratender Ingenieur selbstständig. Nach Ende des Zweiten Weltkrieges nahm der als solcher ab 1946 Studien für die Sowjetische Militäradministration vor. Nach Gründung der DDR wurde er 1950 wissenschaftlicher Leiter des Entwicklungs- und Forschungsauftrages „Netzmodell“ an der Technischen Hochschule Dresden. 1952 kehrte er an die TH Dresden zurück, wo er ohne Habilitation als Professor den Lehrstuhl für Planung, Bau und Betrieb großer Netze übernahm und ab 1953 gleichzeitig Direktor des gegründeten Universitätsinstituts für elektrische Anlagen wurde. 1961 wurde er emeritiert.
Zum 1. November 1932 trat er der NSDAP bei (Mitgliedsnummer 1.378.160). Außerdem gehörte er ab 1934 der Deutschen Arbeitsfront (DAF) und ab 1938 dem Nationalsozialistischen Dozentenbund an.